# Jean-Louis Miège
Pour les articles homonymes, voir Miège.
Jean-Louis Miège, né le 20 août 1923 à Rabat et mort le 31 janvier 2018 à Saumur, est un historien français.
Il est spécialiste du Maroc au XIXe siècle.

## Biographie
Il soutient en 1959 une thèse intitulée Le Maroc et l'Europe, sous la direction de Charles-André Julien. Pour Catherine Coquery-Vidrovitch, parmi sa génération d'historiens « soucieux de relater un passé colonial en passe d'être révolu », il est un tenant «du conservatisme le plus affirmé».
Il a été professeur au lycée de Rabat (1945-1949) puis à celui de Casablanca, maître de conférences à l'université de Rabat (1957-1961) et professeur à l'université d'Aix-Marseille. Il y est ensuite professeur émérite, et responsable d'une revue portant sur les relations entre l'Europe et le Maroc.
Il a été président du Comité international d'études méditerranéennes et membre du Centre de recherches sur l'Afrique méditerranéenne (section moderne et contemporaine).
Il est membre libre de l'Académie des sciences d'outre-mer, élu le 19 janvier 1973, et en est le président honoraire. Il est aussi membre de l'Académie royale de Belgique et membre correspondant honoraire de l'Académie royale des sciences d'outre-mer, Classe des sciences humaines.

## Publications

### Ouvrages
- Le Maroc, Paris, Presses universitaires de France, 1950, nouv. éd., 1962, 1966, 1971, 1977, 1986, 1994 et 2001.
- Le Maroc, Paris, Arthaud, 1952, nouv. éd., 1956.
- Les Européens à Casablanca au XIXe siècle : 1856-1906, Paris, Larose, 1954.
- Le Maroc et l'Europe, 1830-1894, Paris, Presses universitaires de France, 1961-1963, quatre volumes : 1. Sources et bibliographie, 2. L'ouverture, 3. Les difficultés, 4. Vers la crise.
- L'impérialisme colonial italien de 1870 à nos jours, Paris, Sedes, 1968.
- Une mission française à Marrakech en 1882 ; documents inédits avec introduction, commentaires et notes, Aix-en-Provence, La pensée universitaire, 1968.
- Documents d'histoire économique et sociale marocaine au XIXe siècle, Paris, éditions du CNRS, 1969.
- Expansion européenne et décolonisation de 1870 à nos jours, Paris, Presses universitaires de France, 1973, nouv. éd., 1986.
- Tanger, porte entre deux mondes, Courbevoie, ACR, 1992.
- Tétouan : ville andalouse marocaine, Paris-Rabat, éditions du CNRS/Kalila wa dimna, 1996.

### Ouvrages dirigés
- L'eau et la culture populaire en Méditerranée, Aix-en-Provence, Publications de l'université de Provence, 1989.
- Marseille colonial face à la crise de 1929, Marseille, Chambre de commerce de Marseille-Provence, 1991.
- Les céréales en Méditerranée : histoire, anthropologie, économie, Paris, éditions du CNRS, 1994.
- L'Europe retrouvée : les migrations de la décolonisation, Paris, L'Harmattan, 1995.

## Distinctions
- Chevalier de la Légion d'honneur
- Officier de l'ordre des Palmes académiques